# Ian Maatsen
Ian Ethan Maatsen (sinh ngày 10 tháng 3 năm 2002) là một cầu thủ bóng đá chuyên nghiệp người Hà Lan hiện đang thi đấu cho câu lạc bộ Premier League Aston Villa và đội tuyển bóng đá quốc gia Hà Lan. Vị trí sở trường của anh là hậu vệ trái, song anh cũng có thể thi đấu tốt ở vị trí tiền vệ cánh.

## Sự nghiệp câu lạc bộ

### Sự nghiệp ban đầu
Maatsen từng là cầu thủ của học viện đào tạo trẻ câu lạc bộ Feyenoord từ năm 7 tuổi, nhưng sau đó đã bị loại khỏi học viện vì thể hình quá nhỏ. Sau đó, anh lần lượt chuyển đến học viện của Sparta Rotterdam và PSV Eindhoven trước khi đến học viện của Chelsea vào năm 2018.

### Chelsea
Ngày 25 tháng 9 năm 2019, Maatsen có trận đấu đầu tiên cho đội một Chelsea khi vào sân thay người trong trận thắng 7–1 trước Grimsby Town tại Cúp EFL.

#### Cho mượn tại Charlton Athletic
Ngày 13 tháng 10 năm 2020, Maatsen được Chelsea cho mượn tại Charlton Athletic trong vòng một mùa giải. Ngày 20 tháng 10, anh có trận ra mắt giải đấu cho Charlton khi vào sân từ băng ghế dự bị ở hiệp hai trong chiến thắng 1–0 trước Blackpool. Ngày 2 tháng 4 năm 2021, anh có bàn thắng đầu tiên trong sự nghiệp và đem về chiến thắng 1–0 trước Doncaster Rovers tại giải EFL League One.

#### Cho mượn tại Coventry City
Vào ngày 30 tháng 7 năm 2021, Maatsen gia nhập Coventry City theo hợp đồng cho mượn có thời hạn một năm. Vào ngày 2 tháng 10 năm 2021, anh ghi bàn thắng đầu tiên cho Coventry để đem về chiến thắng 4–1 trước Fulham tại EFL Championship. Maatsen đã ra sân tổng cộng 40 lần cho Coventry và ghi được 3 bàn thắng trong mùa giải 2021–22.

#### Cho mượn tại Burnley
Ngày 15 tháng 7 năm 2022, Maatsen chuyển đến Burnley theo hợp đồng cho mượn có thời hạn một năm. Anh ghi bàn đầu tiên cho Burnley ngay tại trận ra mắt cho câu lạc bộ tại ngày thi đấu đầu tiên của EFL Championship 2022–23 để đem về chiến thắng 1–0  trước Huddersfield Town tại EFL Championship. Sau màn trình diễn ấn tượng của mình, Maatsen được vinh danh là Cầu thủ xuất sắc nhất tháng của EFL Championship vào tháng 1 năm 2023. Sau khi mùa giải kết thúc, Burnley giành vô địch EFL Championship và được thăng hạng lên Premier League. Vì những thành tích của mình, Maatsen được đưa vào danh sách thành viên Đội hình xuất sắc nhất mùa giải của EFL Championship với tư cách là hậu vệ trái xuất sắc nhất.

#### Cho mượn tại Borussia Dortmund
Vào ngày 12 tháng 1 năm 2024, Maatsen gia hạn hợp đồng với Chelsea đến năm 2026 và gia nhập Borussia Dortmund theo hợp đồng cho mượn có thời hạn đến hết mùa giải. Vào ngày 16 tháng 4, anh ghi bàn thắng đầu tiên tại Champions League trong chiến thắng 4–2 trước Atlético Madrid ở trận lượt về tứ kết để giúp Borussia Dortmund tiến vào bán kết. Borussia cuối cùng đã lọt vào trận chung kết. Trong trận chung kết, Maatsen thực hiện một đường chuyền bất cẩn dẫn đến bàn thắng thứ hai của Real Madrid trong trận thua 2–0 tại Sân vận động Wembley. Mặc dù vậy, anh đã có tên trong Đội hình tiêu biểu của giải đấu với tư cách là hậu vệ trái xuất sắc nhất.

### Aston Villa
Vào ngày 28 tháng 6 năm 2024, Maatsen ký hợp đồng có thời hạn 6 năm với câu lạc bộ Premier League đồng hương Aston Villa với mức phí được cho là 37,5 triệu bảng.

## Sự nghiệp quốc tế

### Đội tuyển trẻ
Maatsen là cầu thủ trẻ quốc tế của Hà Lan. Anh hiện giờ đang thi đấu cho đội tuyển U-21 quốc gia. Maatsen tham gia Giải vô địch U-17 châu Âu 2019 ở Cộng hòa Ireland cùng đội tuyển U-17 quốc gia và giành chức vô địch cùng đội U-17 sau khi đánh bại Ý với tỷ số 4–2 trong trận chung kết, trận mà anh ghi bàn ấn định tỷ số 3–0. Với tư cách là nhà vô địch, Hà Lan giành suất tham dự World Cup 2019 ở Brasil. Anh cũng là một phần của đội ở giải đấu đó. Bốn năm sau, Maatsen tham dự Giải vô địch châu Âu 2023 ở Gruzia và România cùng U-21 Hà Lan nhưng phải về sớm do bị loại sau vòng bảng.

### Đội tuyển quốc gia
Vào tháng 9 năm 2023, anh lần đầu tiên được huấn luyện viên Ronald Koeman gọi vào đội tuyển quốc gia Hà Lan cho hai trận đấu vòng loại UEFA Euro 2024 gặp Hy Lạp và Cộng hòa Ireland.
Vào tháng 5 năm 2024, anh được chọn vào đội hình sơ bộ 30 người cho UEFA Euro 2024 nhưng sau đó bị loại khỏi đội hình cuối cùng được công bố. Tuy nhiên, anh lại được triệu tập vào đội tuyển quốc gia Hà Lan tham dự UEFA Euro 2024 vào ngày 11 tháng 6 để thay thế cho Frenkie de Jong bị chấn thương.

## Đời tư
Maatsen sinh ra ở Vlaardingen, Nam Hà Lan, vào ngày 10 tháng 3 năm 2002. Anh là người gốc Suriname và có tổ tiên đến từ đảo Java, Indonesia.

## Thống kê sự nghiệp

### Câu lạc bộ
Tính đến 1 tháng 6 năm 2024
| Câu lạc bộ               | Mùa giải            | Giải vô địch        | Giải vô địch | Giải vô địch | Cúp quốc gia | Cúp quốc gia | Cúp Liên đoàn | Cúp Liên đoàn | Châu lục | Châu lục | Khác | Khác | Tổng cộng | Tổng cộng |
| Câu lạc bộ               | Mùa giải            | Hạng đấu            | Trận         | Bàn          | Trận         | Bàn          | Trận          | Bàn           | Trận     | Bàn      | Trận | Bàn  | Trận      | Bàn       |
| ------------------------ | ------------------- | ------------------- | ------------ | ------------ | ------------ | ------------ | ------------- | ------------- | -------- | -------- | ---- | ---- | --------- | --------- |
| U-21 Chelsea             | 2018–19             | —                   | —            | —            | —            | —            | —             | —             | —        | —        | 1    | 0    | 1         | 0         |
| U-21 Chelsea             | 2019–20             | —                   | —            | —            | —            | —            | —             | —             | —        | —        | 2    | 0    | 2         | 0         |
| U-21 Chelsea             | 2020–21             | —                   | —            | —            | —            | —            | —             | —             | —        | —        | 2    | 0    | 2         | 0         |
| U-21 Chelsea             | Tổng cộng           | Tổng cộng           | —            | —            | —            | —            | —             | —             | —        | —        | 5    | 0    | 5         | 0         |
| Chelsea                  | 2019–20             | Premier League      | 0            | 0            | 0            | 0            | 1             | 0             | 0        | 0        | 0    | 0    | 1         | 0         |
| Chelsea                  | 2023–24             | Premier League      | 12           | 0            | 0            | 0            | 3             | 0             | —        | —        | —    | —    | 15        | 0         |
| Chelsea                  | Tổng cộng           | Tổng cộng           | 12           | 0            | 0            | 0            | 4             | 0             | 0        | 0        | 0    | 0    | 16        | 0         |
| Charlton Athletic (mượn) | 2020–21             | League One          | 34           | 1            | 1            | 0            | —             | —             | —        | —        | 0    | 0    | 35        | 1         |
| Coventry City (mượn)     | 2021–22             | Championship        | 40           | 3            | 1            | 0            | 1             | 0             | —        | —        | —    | —    | 42        | 3         |
| Burnley (mượn)           | 2022–23             | Championship        | 39           | 4            | 2            | 0            | 1             | 0             | —        | —        | —    | —    | 42        | 4         |
| Borussia Dortmund (mượn) | 2023–24             | Bundesliga          | 16           | 2            | —            | —            | —             | —             | 7        | 1        | —    | —    | 23        | 3         |
| Aston Villa              | 2024–25             | Premier League      | 0            | 0            | 0            | 0            | 0             | 0             | 0        | 0        | —    | —    | 0         | 0         |
| Tổng cộng sự nghiệp      | Tổng cộng sự nghiệp | Tổng cộng sự nghiệp | 141          | 10           | 4            | 0            | 6             | 0             | 7        | 1        | 5    | 0    | 163       | 11        |

1. ↑  Bao gồm FA Cup và DFB-Pokal
2. ↑  Bao gồm EFL Cup
3. 1 2 3  Ra sân tại EFL Trophy
4. ↑  Ra sân tại UEFA Champions League

## Danh hiệu

### Câu lạc bộ
Burnley
- EFL Championship: 2022–23

Borussia Dortmund
- Á quân UEFA Champions League: 2023–24[16]

### Đội tuyển quốc gia
U-17 Hà Lan
- Giải vô địch bóng đá U-17 châu Âu: 2019[26]

### Cá nhân
- Cầu thủ xuất sắc nhất của EFL Championship: Tháng 1 năm 2023
- Đội hình xuất sắc nhất của EFL Championship: 2022–23
- PFA Team of the Year: Championship 2022–23[27]
- Cầu thủ tân binh xuất sắc nhất Bundesliga: Tháng 1 năm 2024[28]
- Đội hình xuất sắc nhất của UEFA Champions League: 2023–24